# Route nationale 629
Die Route nationale 629, kurz N 629 oder RN 629, war eine französische Nationalstraße, die von 1933 bis 1973 zwischen Revel und einer Straßenkreuzung mit der ehemaligen Nationalstraße 113 nordwestlich von Carcassonne verlief. Ihre Länge betrug 36 Kilometer.